# Michael Oenning
Michael Oenning (ur. 27 września 1965 w Coesfeld) – niemiecki piłkarz, a także trener.

## Kariera piłkarska
W trakcie kariery Oenning grał w klubach DJK Eintracht Coesfeld, SV Wilmsberg, Preußen Münster, Hammer SpVg, TSG Dülmen oraz SC Pfullendorf.

## Kariera trenerska
Oenning karierę rozpoczął jako związkowy trener piłkarski regionu Wirtembergia. Następnie był asystentem trenera w reprezentacji Niemiec U-18, U-20, Borussii Mönchengladbach, VfL Wolfsburg, VfL Bochum oraz 1. FC Nürnberg.
Pod koniec sierpnia 2008 roku Oenning został szkoleniowcem 1. FC Nürnberg z 2. Bundesligi. W 2009 roku awansował z nim do Bundesligi. Zadebiutował w niej 8 sierpnia 2009 roku w przegranym 1:2 spotkaniu z FC Schalke 04. Trenerem 1. FC Nürnberg był do grudnia 2009 roku.
Następnie Oenning był asystentem, a od 2011 roku trenerem Hamburgera SV. W sezonie 2010/2011 zajął z nim 8. miejsce w Bundeslidze. We wrześniu 2011 roku przestał być szkoleniowcem HSV.
W 2016 roku Oenning został objął stanowisko szkoleniowca węgierskiego Vasasu.